# Патрик Вијера
Патрик Вијера (фр. Patrick Vieira; Дакар, 23. јун 1976) је бивши француски фудбалер. Сматра се једним од најбољих играча средине терена.

## Каријера
Вијера је играчку каријеру почео у француском Кану, одакле је 1995. прешао у Милан, у којем проводи једну сезону.
Светску славу Вијера је стекао играјући за Арсенал, са којим је од 1996. до 2005. године освојио три титуле првака Енглеске и по четири трофеја националног Купа и Суперкупа.
По одласку из Арсенала, Вијера је прешао у Јувентус и за само једну сезону у том клубу освојио је титулу шампиона Италије. Она је касније одузета клубу из Торина због намештања утакмица, а француски фудбалер је прешао у Интер. Са Интером је Вијера још четири пута постао првак Италије.
Последњу сезону је одиграо у Манчестер ситију и са "грађанима" освојио трофеј у националном Купу.
Вијера је са репрезентацијом Француске 1998. године био првак света, а две године касније првак Европе. За „Триколоре” је одиграо 107 утакмица и постигао шест голова.

## Успеси

### Клупски
Милан
- Првенство Италије (1) : 1995/96.

Арсенал
- Премијер лига (3) : 1997/98, 2001/02, 2003/04.
- ФА куп (4) : 1997/98, 2001/02, 2002/03, 2004/05.
- Комјунити шилд (4) : 1998, 1999, 2002, 2004.
- Лига шампиона : финале 2005/06.

Јувентус
- Првенство Италије (1) : 2005/06.

Интер
- Првенство Италије (3) : 2006/07, 2007/08, 2008/09.
- Суперкуп Италије (2) : 2006, 2008.

Манчестер сити
- ФА куп (1) : 2010/11.

### Репрезентативни
Француска
- Светско првенство (1) : 1998, (финале 2006)
- Европско првенство (1) : 2000.
- Куп конфедерација (1) : 2001.